# 2MASS J00420952+0053514
2MASS J00420952+0053514 ist eine Galaxie mit aktivem Galaxienkern im Sternbild Walfisch südlich der Ekliptik. Sie ist schätzungsweise 2 Milliarden Lichtjahre von der Milchstraße entfernt.

Im selben Himmelsareal befinden sich u. a. die Galaxien NGC 196, NGC 197, NGC 201, NGC 219.